# Свети гори
Свети гори (на украински: Святі гори) е местност на десния бряг на река Северски Донец край град Святогорск в Донецка област, Украйна.
Тя представлява карстово възвишение с голям брой пещери, много от които са използвани от отшелници още от 11 век, а през 1624 година е основан и манастира Святогорска лавра. През 1997 година местността е включена в новосъздаден национален парк, който също носи името Свети гори.